# Фация (геология)
Фа́ция (от лат. facies — лицо, наружность, облик) — геологическое понятие, возникшее в XIX веке для обозначения изменений состава осадочных горных пород и заключённых в них органических остатков в пределах одного стратиграфического горизонта на площади его распространения.
Термин «фация» предложен швейцарским геологом А. Грессли (1838-41). Он писал, что фация — слой или группа слоёв, отражающих среду осадконакопления.

## Описание
Фация это пласт или свита пластов, отличающиеся на всём протяжении одинаковыми литологическими свойствами и включающие одинаковые органические ископаемые осадки.
Фации, составляющие толщу одновозрастных пород в пределах площади распространения, могут быть различными. Восстановление условий образования древних осадков во всей совокупности характерны для признаков получило название фациального анализа. Изучение фаций позволяет оконтурить области сноса (питающие провинции) и области седиментации (водная и воздушная), климат, рельеф дна и глубину морского бассейна, солевой и газовый состав, температуру воды, характер движения среды осадконакопления, возраст и прочее.
Важным показателем климатических условий осадконакопления служат соленосные толщи. Выпадение солей из растворов происходило и происходит в условиях жаркого и засушливого климата. На тропический климат прошлых эпох указывает большое разнообразие окаменелостей флоры и фауны (в полярном климате оно в 30-40 раз меньше). Присутствие кораллов в осадках свидетельствует о наличии в тот период тёплых и неглубоких морей.
Физико-географические условия отложения осадочной породы (например: озёрные, лагунные, морские, ледниковые)
Фация метаморфизма — совокупность метаморфических горных пород различного состава, но с одинаковыми условиями образования.
Комплекс горных пород, образующихся в строго определённых физико-географических условиях и характеризирующихся специфическими литологическими, палеонтологическими и другими особенностями.

## Виды фаций
На основании фациальных исследований в составе земной коры выделяют отдельные фации. Фации осадочных пород по месту их образования принято делить на три основные группы:
1. морские фации
2. переходные фации: лагунные фации; дельтовые фации
3. континентальные фации — Континентальные отложения.

Морские фации
Переходные фации
Лагу́нные фа́ции — подгруппа переходной группы фаций, делятся на:
- фации опреснённых бассейнов — фации, которые формируются в условиях гумидного климата и представлены песчано-глинистыми породами с остатками пресноводных моллюсков и рыб, органогенными (торф, известняки, ракушечники) и хемогенными (карбонаты);
- фации осолоненных бассейнов — фации, которые формируются в условиях аридного климата и сложены галоидными солями, гипсом, ангидритом, доломитом и др., органические остатки отсутствуют.

Дельтовые фации
Фа́ции дельт и эстуариев — подгруппа переходной группы фаций.
Они образованы косослоистыми песками и глинами, пачки которых залегают линзообразно. Ассоциируются с фаунами опреснённых бассейнов, остатками наземной фауны и флоры, залежами угля и нефтематеринских пород.
Континентальные фации
В России континентальные фации в ледниковых отложениях впервые выделил В. В. Докучаев. Он называл их полосы или зоны
Континентальные фации очень разнообразны и изменчивы как в горизонтальном, так и в вертикальном направлениях. В континентальных фациях мало органических остатков, в основном это кости позвоночных, пыльца и оболочки спор растений. В них широко распространены окисные соединения железа, придающие осадкам красно-бурую окраску.
Существуют две группы континентальных фаций:
- Флювиальные — образующиеся в условиях водной среды (речные, озёрные, болотные и др.);
- Образующиеся на суше, в наземных условиях (эоловые, гравитационные, элювиальные коры выветривания, флювиогляциальные и др.).

## Область сноса
В настоящее время геологи располагают большими данными о физико-географических условиях древних морских бассейнов, чем об обстановке древних участков суши. Суша — область сноса. Разрушаясь, она зачастую не оставляла после себя никаких следов. Моря — области накопления осадков. По областям накопления геологи, спустя многие миллионы лет выявляют источники сноса обломочного материала. Критерием для определения области сноса является гранулометрический состав осадков и ряд других признаков. Так, галька при движении в водной среде стремится сохранить склон максимальной плоскости сечения против течения потока.
Галька, расположенная непосредственно вблизи области разрушения, самая крупная и слабоокатанная. По мере удаления от области сноса окатанность повышается, а размер гальки уменьшается. Руководствуясь формой, размером и ориентировкой гальки, описанным признакам было установлено, что реки до образования Байкальского грабена текли с возвышенности, которая была на месте оз. Байкал. Для выявления местоположения областей сноса обломочного материала исследователи используют и такой факт, как ориентировка песчинок в песчаниках.
Большую роль в выявлении области сноса могут сыграть минералы, присутствующие в породах области аккумуляции. Минералы эти геологи называют аллотигенными (принесёнными извне).